# Low Pin Count

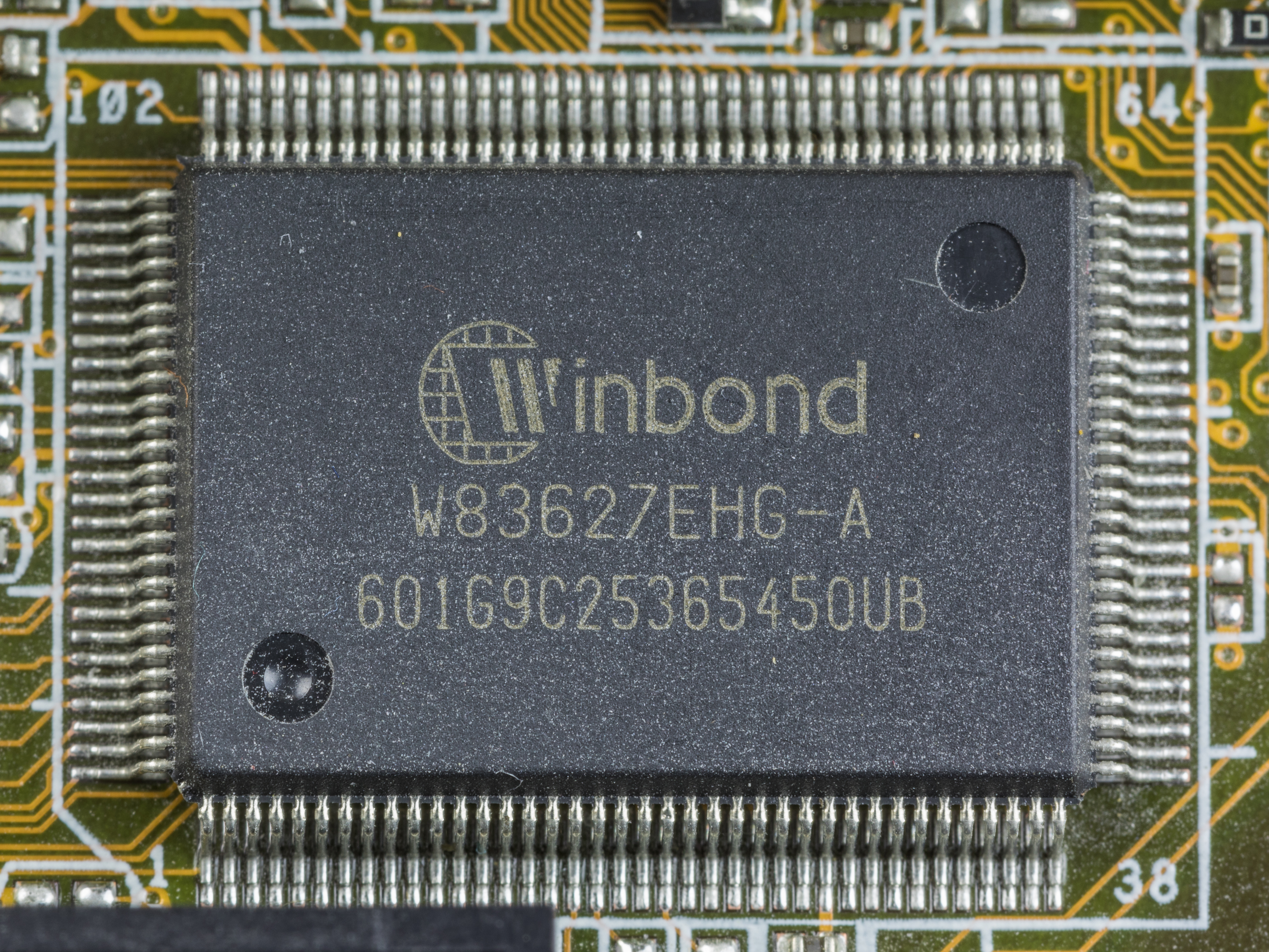
Winbond W83627EHG-A

Low Pin Count (LPC bus) — шина, используемая в IBM PC-совместимых персональных компьютерах для подключения устройств, не требующих большой пропускной способности, к центральному процессору. К таким устройствам относятся загрузочное ПЗУ и контроллеры «устаревших» низкопроизводительных интерфейсов передачи данных, такие как последовательный и параллельные интерфейсы, интерфейс подключения манипулятора «мышь» и клавиатуры, НГМД, а с недавнего времени и устройств хранения криптографической информации. Обычно контроллер шины LPC расположен в южном мосте на материнской плате.
Шина LPC была введена фирмой Intel в 1998 году для замены шины ISA. Хотя LPC физически сильно отличается от ISA, программная модель периферийных контроллеров, подключаемых через LPC, осталась прежней. Это позволило без доработок использовать на компьютерах с LPC программное обеспечение, разработанное для управления периферийными контроллерами, которые подключались к шине ISA.
Спецификация на шину LPC определяет семь обязательных сигналов, необходимых для обеспечения двусторонней передачи данных: четыре из этих сигналов используются для передачи как адресной информации, так и для передачи данных; оставшиеся три используются для управления — сигналы frame, сигнал сброса и тактовый сигнал.
Спецификация также определяет семь необязательных сигналов, которые могут быть использованы для поддержки прерываний, организации сеансов обмена DMA, возвращения системы из состояния с низким потреблением энергии («спящего режима», англ. sleep mode), а также для того, чтобы проинформировать периферийные устройства о скором отключении питания.
Пропускная способность шины LPC зависит от режима обмена; выделяют отдельные режимы обмена для работы с устройствами ввода-вывода, устройствами типа «память», сеансами DMA и др. Однако в любом случае пропускная способность шины LPC выше, чем шины ISA при работе в аналогичном режиме. При частоте тактового сигнала 33,3 МГц пропускная способность шины LPC составляет 16,67 МБ/с.
Основным преимуществом шины LPC является небольшое число требуемых для работы сигналов: для работы шины требуется только семь сигналов, что упрощает разводку и без того напичканных проводниками современных материнских плат. Использование шины LPC позволяет отказаться от разводки от 30 до 72 проводников, которые бы пришлось развести при использовании шины ISA. Используемая в LPC частота тактового сигнала в 33,3 МГц была выбрана для унификации с шиной PCI. Шина LPC предназначена для соединения СБИС в рамках одной печатной платы (материнской платы), таким образом в спецификации не предусмотрено разъёмов для передачи сигналов шины, и тем более не предусмотрено создание плат расширения.
Оригинальная игровая консоль Xbox имела в своём составе отладочный порт с шиной LPC, что позволяло энтузиастам запускать на этой системе свои программы.